# Río Negro (Colorado)
El río Negro es un curso de agua tributario del río Colorado la Región del Maule. Nace en la divisoria de las aguas que hace la frontera internacional de Chile.

## Trayecto
El río nace al pie del volcán Peteroa y se dirige luego al sur para girar al SO. Desde ese punto realiza una curva amplia que lo coloca en dirección oeste que caracteriza su curso medio. Los baja en dirección SO.

## Historia
Luis Risopatrón escribió en 1924 en su obra Diccionario Jeográfico de Chile sobre el río:: 195 
Negro (Rio) 35° 17' 70° 39'. Nace en la falda W del volcan Peteroa, corre hacia el SW i se vacia en la márjen N del curso medio del rio Colorado, del Lontué. 120, p. 186; 134; i 156.